# Лучила Боари
Лучила Боари (итал. Lucilla Boari; Мантова, 24. март 1997) је италијанска стреличарка.

## Биографија
Рођена је 24. марта 1997. у Мантови.
Представљала је Италију на Летњим олимпијским играма 2016, Медитеранским играма 2018, Европским играма 2019. и Летњим олимпијским играма 2020.

### Каријера

#### Летње олимпијске игре 2016.
Обезбедила је два квалификациона места за Италију на завршном светском квалификационом турниру за Летње олимпијске игре 2016. Изабрана је као део италијанског тима заједно са Клаудијом Мандијом и Гуендалином Сарторијом јула исте године.
На Олимпијским играма следећег месеца се такмичила индивидуално и тимски. Са саиграчицама се успешно пласирала у полуфинале савладавши тимове Бразила и Кине пре него што је изгубила од Русије. Такмичење су завршиле на четвртом месту. Индивидуално, након што је заузела седмо место, изгубила је од Аустралијанке Алис Ингли.

#### Постолимпијске игре 2018—2019.
Освојила је златну медаљу индивидуално на Медитеранским играма 2018. и сребрну медаљу индивидуално као вицешампионка на Европским играма 2019.

#### Летње олимпијске игре 2020.
Освојила је бронзану медаљу индивидуално на Летњим олимпијским играма 2020.
Убрзо се изјаснила као лезбејка, изјавивши да је холандска стреличарка Сане де Лат њена девојка.